# Aeropuerto Internacional de Chinchero
El Aeropuerto Internacional de Chinchero o Nuevo Aeropuerto Internacional de Cuzco es un aeropuerto peruano en construcción que se ubicará en Chinchero, Urubamba, Cuzco. La pista se localizará a 3700 m s. n. m. (metros sobre el nivel del mar) a 2 km (kilómetros) del pueblo de Chinchero y a 15 km de la ciudad de Cuzco.[cita requerida]

## Proyecto
El proyecto de un aeropuerto se aprobó en 2001.
Se trata de una obra destinada a reemplazar el actual Aeropuerto Internacional Alejandro Velasco Astete, el cual se encuentra en medio de la ciudad. Este nuevo aeropuerto contempla la construcción de un nuevo terminal aéreo de nivel internacional de mayor tamaño y con proyecciones a manejar conexiones internacionales en forma directa, sin pasar por el Aeropuerto Internacional Jorge Chávez, estará ubicado en el Distrito de Chinchero a 28 km (kilómetros) de Cuzco.[cita requerida]

## Concesión
La obra ya ha sido concesionada por Proinversión para su construcción siendo ganador el Consorcio Kuntur Wasi, integrado por la argentina Corporación América y el peruano Andino Investment Holding. El grupo ganador solicitó al gobierno un cofinanciamiento por US$264,7 millones para el proyecto. Esto le significa al Estado un ahorro de US$204,1 millones, pues financiará 47 % y no 78 % del proyecto como estaba previsto.

## Aerolíneas y destinos

### Terminal Nacional
Destinos planeados
| Lima (1 destino, 1 aerolínea) |                                                                  |       |     |  |  |
| Lima                          | Aeropuerto Internacional Jorge Chávez                            | LATAM | 140 |  |  |
| Arequipa                      | Aeropuerto Internacional Rodríguez Ballón                        | LATAM | 28  |  |  |
| Ayacucho                      | Aeropuerto Coronel FAP Alfredo Mendivil Duarte                   | LATAM | 3   |  |  |
| Iquitos                       | Aeropuerto Internacional Coronel FAP Francisco Secada Vignetta   | LATAM | 3   |  |  |
| Tacna                         | Aeropuerto Internacional Coronel FAP Carlos Ciriani Santa Rosa   | LATAM | 3   |  |  |
| Juliaca                       | Aeropuerto Internacional Inca Manco Cápac                        | LATAM | 12  |  |  |
| Trujillo                      | Aeropuerto Internacional Capitán FAP Carlos Martínez de Pinillos | LATAM | 3   |  |  |
| Chiclayo                      | Aeropuerto Internacional Capitán FAP José A. Quiñones            | LATAM | 3   |  |  |

### Terminal Internacional
Destinos planeados (2028, aproximadamente):
| Norteamérica              | Norteamérica                                    | Norteamérica                  | Norteamérica | Norteamérica | Norteamérica |
| ------------------------- | ----------------------------------------------- | ----------------------------- | ------------ | ------------ | ------------ |
| Estados Unidos            |                                                 |                               |              |              |              |
| Miami                     | Aeropuerto Internacional de Miami               | LATAM                         |              | 7            |              |
| México                    |                                                 |                               |              |              |              |
| Cancún                    | Aeropuerto Internacional de Cancún              | LATAM                         |              | 4            |              |
| Centroamérica y El Caribe |                                                 |                               |              |              |              |
| Panamá                    |                                                 |                               |              |              |              |
| Ciudad de Panamá          | Aeropuerto Internacional de Tocumen             | Copa Airlines                 |              | 14           |              |
| República Dominicana      |                                                 |                               |              |              |              |
| Punta Cana                | Aeropuerto Internacional de Punta Cana          | Arajet                        |              | 3            |              |
| Sudamérica                |                                                 |                               |              |              |              |
| Argentina                 |                                                 |                               |              |              |              |
| Buenos Aires              | Aeropuerto Internacional Ministro Pistarini     | LATAM                         |              | 3            |              |
| Bolivia                   |                                                 |                               |              |              |              |
| La Paz                    | Aeropuerto Internacional El Alto                | Boliviana de Aviación / LATAM |              | 12           |              |
| Colombia                  |                                                 |                               |              |              |              |
| Bogotá                    | Aeropuerto Internacional El Dorado              | Avianca / LATAM               |              | 7            |              |
| Chile                     |                                                 |                               |              |              |              |
| Santiago de Chile         | Aeropuerto Internacional Arturo Merino Benítez  | LATAM                         |              | 7            |              |
| Brasil                    |                                                 |                               |              |              |              |
| Sao Paulo                 | Aeropuerto Internacional de São Paulo-Guarulhos | LATAM                         |              | 7            |              |

## Infraestructura

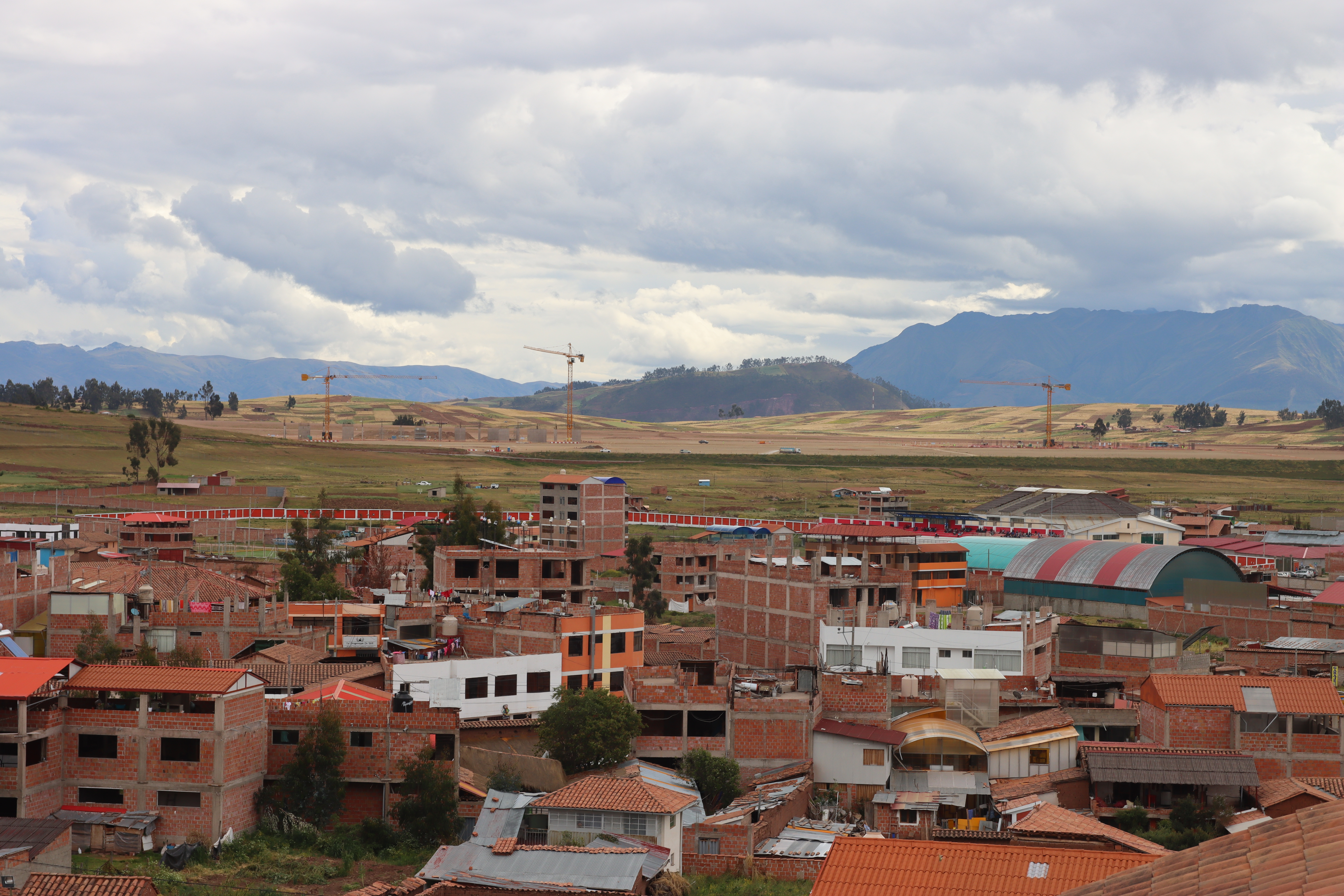
Obras del aeropuerto en mayo de 2023

La infraestructura estará diseñada para recibir hasta 12 millones de usuarios anuales con posibilidades de ampliación del terminal. El costo total de la obra está estimado en US$665 millones.
El terminal tendrá de 25 000 000 m² (metros cuadrados). Asimismo, tendrá conexión internacional directa con las principales ciudades de América.
El aeropuerto estará ubicado a 29 km (kilómetros) al noroeste de la ciudad de Cuzco e incluirá un terminal de pasajeros, una torre de control, la pista y calles de rodaje, así como una plataforma de estacionamiento de aeronaves, otro de aviación general y hangares de mantenimiento.
La construcción se iniciará en el último trimestre del 2015. La construcción de la obra debería demorar unos tres años, a fines del 2019 debería estar terminando el aeropuerto para iniciar operaciones en el primer trimestre de 2020.
En diciembre de 2015 se anunció la aprobación del Estudio Definitivo de Ingeniería por parte del Estado.
La supervisión de la construcción del aeropuerto fue encargado al Consorcio Internacional Supervisión Valle Sagrado (Graña y Montero Ingeniería, AYESA Ingeniería y Arquitectura y AECOM Technical Services).
El 12 de noviembre de 2018, el Ministerio de Transportistas y Comunicaciones otorgó la bueno pro a la empresa Altesa Contratistas Generales SA, para realizar la remoción de tierras. La construcción del aeropuerto se realizará mediante convenio en la modalidad de “gobierno a gobierno”, entre ellos se encuentra los países de Canadá, Estados Unidos, Reino Unido y Corea.
El 24 de octubre de 2019, las repúblicas de Perú y Corea firmaron el contrato para la asistencia técnica de la construcción del aeropuerto. El 23 de julio del 2021, el Ministerio de Transportes hizo entrega de las cartas de adjudicación de las actividades de ejecución y supervisión de este aeropuerto.
En el 2021, el Gobierno Regional del Cusco indicó que la segunda etapa que consiste en la ejecución de las obras civiles se inició en forma paralela con la remoción de tierras que registra a la fecha un avance del 8%.
En enero de 2022, el Consorcio Chinchero, informó que hay un avance del 50% en los trabajos de movimiento de tierras.
En agosto de 2022, el movimiento de tierras del aeropuerto internacional de Chinchero registró un avance del 81 %.

En mayo de 2023 se informó que los trabajos de movimiento de tierras tienen un avance del 97%, asimismo se inició la construcción del terminal de pasajeros.
En julio de 2023 se culminó el movimiento de tierras, la construcción del terminal de pasajeros tiene un avance 5%, paralelamente se edificará la torre de control, el cerco perimetral y el área de maniobras, entre otros.
En marzo de 2024 se informó que la construcción tiene un avance un 11 %. Las obras están a cargo del consorcio Natividad de Chinchero formado por Hyundai Engineering & Construction CO. LTD (Corea), Sinohydro Corporation Limited (China), ICA Constructora S.A de C.V. (México) y HV Contratistas (Perú).

## Controversias

### Otras controversias
Medio ambiente
De acuerdo con Natalia Majluf, historiadora de arte, «[…] esa obra traerá —como se ve ya en los hechos— un nuevo ciclo de destrucción del paisaje cultural de la zona».
La construcción del aeropuerto dañaría la principal fuente de agua de Cuzco, así como alteraría el ecosistema de humedales de los alrededores.
Falta de estudios urbanísticos
Según varias personas, entre ellos el General Fap (R) Alberto Thorndike Elmore, la construcción del aeropuerto en Chinchero carece de un estudio técnico adecuado.
Existen lugares alternativos para la construcción del aeropuerto igualmente cercanos a Cuzco y que beneficiaría a un mayor número de provincias.